# Celso Míguez
Celso Míguez Pereira (ur. 1 maja 1982 w Pontevedrze) – hiszpański kierowca wyścigowy.

## Kariera

### Początki
Míguez rozpoczął karierę w wyścigach samochodowych w 2002 roku, od startów w Formule Nissan 2000. Z dorobkiem 84 punktów uplasował się na 6. miejscu. W ciągu następnych dwóch lat wystartował w World Series Light. W pierwszym sezonie startów był piąty, jednak już rok później zdobył tytuł wicemistrzowski.

### Formuła 3
W 2002 roku Celso również rozpoczął starty w Hiszpańskiej Formule 3. W tymże sezonie nie stawał na podium. Z dorobkiem 43 punktów był 13 w klasyfikacji kierowców. W 2004 roku wystartował tam jedynie gościnnie. Do serii tej powrócił w sezonie 2008, kiedy to dwukrotnie stawał na podium. Uzbierane 25 punktów dało mu 14 lokatę. Rok później odgrywał już znaczącą rolę w tych samych mistrzostwach lecz pod nową nazwą: European F3 Open. Wygrał wówczas pięć wyścigów, a jedenastokrotnie stawał na podium. Dorobek 143 punktów pozwolił zdobyć tytuł wicemistrzowski serii.

### Formuła Renault 3.5
Na sezon 2005 Hiszpan podpisał kontrakt z hiszpańską ekipą Pons Racing na starty w Formule Renault 3.5. W pierwszym sezonie startów uzbierał łącznie 15 punktów. Dało mu to 19. miejsce w klasyfikacji generalnej. Rok później jego dorobek punktowy był nieco mniejszy - 11 punktów pozwoliło mu zająć 23 lokatę. W 2007 roku przejechał pięć wyścigów z ekipą EuroInternational. Był na 23 pozycji w klasyfikacji końcowej.

### Auto GP
W 2010 roku Míguez wystąpił w nowo powstałej serii Auto GP. Tu w ciągu ośmiu wyścigów raz stawał na podium. Dorobek 6 punktów dał mu 14. miejsce w klasyfikacji generalnej.

## Statystyki
| Sezon | Seria                              | Zespół                | Wyścigi | Zwycięstwa | PP | NO | Podium | Punkty | Pozycja |
| ----- | ---------------------------------- | --------------------- | ------- | ---------- | -- | -- | ------ | ------ | ------- |
| 2002  | Formuła Nissan 2000                | Epsilon by Graff      | 14      | 0          | 1  | 0  | 3      | 84     | 6       |
| 2002  | Hiszpańska Formuła 3               | GTA Motor Competicion | 6       | 0          | 0  | 0  | 0      | 43     | 13      |
| 2003  | World Series Light                 | Meycom                | 16      | 0          |    | 0  | 4      | 112    | 5       |
| 2004  | World Series Light                 | Meycom                | 14      | 3          | 3  | 3  | 9      | 145    | 2       |
| 2004  | Hiszpańska Formuła 3               | Meycom Sport          | 2       | 0          | 1  | 0  | 1      | 0      | NS†     |
| 2005  | Formuła Renault 3.5                | Pons Racing           | 17      | 0          | 0  | 0  | 0      | 15     | 19      |
| 2006  | Formuła Renault 3.5                | Pons Racing           | 17      | 0          | 0  | 0  | 0      | 11     | 24      |
| 2006  | Formuła Renault 3.5                | Comtec Racing         | 17      | 0          | 0  | 0  | 0      | 11     | 24      |
| 2007  | Formuła Renault 3.5                | EuroInternational     | 5       | 0          | 0  | 0  | 0      | 10     | 23      |
| 2007  | Euroseries 3000                    | G-Tec                 | 2       | 0          | 0  | 0  | 1      | 6      | 18      |
| 2008  | Hiszpańska Formuła 3               | Meycom                | 15      | 0          | 0  | 0  | 2      | 35     | 14      |
| 2009  | European F3 Open                   | Drivex                | 16      | 5          | 3  | 2  | 11     | 143    | 2       |
| 2010  | Auto GP                            | RP Motorsport         | 8       | 0          | 0  | 0  | 1      | 6      | 14      |
| 2010  | Superleague Formula                | Olympique Lyonnais    | 4       | 0          | 0  | 0  | 0      | 372    | 11      |
| 2010  | Superleague Formula                | Girondins de Bordeaux | 4       | 0          | 0  | 0  | 0      | 372    | 11      |
| 2011  | Spanish GT Championship - Super GT | Aurora Energy Drink   | 8       | 2          | 1  | 3  | 7      | 179    | 2       |
| 2011  | International GT Open              | Aurora Energy Drink   | 2       | 0          | 0  | 0  | 0      | 0      | NS      |
| 2012  | Copa de España de Super GT         | Ray Racing Team       | 2       | 0          | 0  | 1  | 1      | 23     | 22      |

## Wyniki w Formule Renault 3.5
| Legenda oznaczeń w tabelach wyników Wyświetl szablon na nowej stronie | Legenda oznaczeń w tabelach wyników Wyświetl szablon na nowej stronie                                                                     |
| Oznaczenie                                                            | Wyjaśnienie |
| --------------------------------------------------------------------- | --- |
| Złoty                                                                 | Zwycięzca lub mistrzostwo |
| Srebrny                                                               | 2. miejsce lub wicemistrzostwo |
| Brązowy                                                               | 3. miejsce lub II wicemistrzostwo |
| Zielony                                                               | Ukończył, punktował (w klasyfikacji generalnej, gdy zdobył co najmniej jeden punkt na przestrzeni sezonu, poza trzema powyższymi opcjami) |
| Niebieski                                                             | Ukończył, nie punktował (w klasyfikacji generalnej, gdy nie zdobył co najmniej jednego punktu na przestrzeni sezonu)                      |
| Czerwony                                                              | Nie zakwalifikował się (NZ) |
| Czerwony                                                              | Nie prekwalifikował się (NPK) |
| Różowy                                                                | Nie ukończył (NU) |
| Różowy                                                                | Niesklasyfikowany (NS) (w klasyfikacji generalnej, gdy nie został sklasyfikowany w żadnym wyścigu sezonu)                                 |
| Czarny                                                                | Zdyskwalifikowany (DK) |
| Czarny                                                                | Wykluczony (WYK/EX) |
| Biały                                                                 | Nie wystartował (NW) |
| Biały                                                                 | Kontuzjowany (K/INJ) |
| Biały                                                                 | Wyścig odwołany (OD/C) |
| Bez koloru                                                            | Został wycofany (WYC/WD) |
| Bez koloru                                                            | Nie przybył (NP/DNA) |
| Bez koloru                                                            | Nie brał udziału w treningach (NT/DNP) |
| Bez koloru                                                            | Nie został zgłoszony (–) |
| Pogrubienie                                                           | Start z pole position |
| Kursywa                                                               | Najszybsze okrążenie wyścigu |
| †                                                                     | Nie ukończył, ale jego rezultat został zaliczony ze względu na przejechanie więcej niż 90% dystansu wyścigu.                              |
| *                                                                     | Sezon w trakcie |
| 1/2/3                                                                 | Punktowana pozycja w sprincie kwalifikacyjnym                                                                                             |
| Lista systemów punktacji Formuły 1                                    | |

| Rok  | Zespół            | Wyniki w poszczególnych eliminacjach | Wyniki w poszczególnych eliminacjach | Wyniki w poszczególnych eliminacjach | Wyniki w poszczególnych eliminacjach | Wyniki w poszczególnych eliminacjach | Wyniki w poszczególnych eliminacjach | Wyniki w poszczególnych eliminacjach | Wyniki w poszczególnych eliminacjach | Wyniki w poszczególnych eliminacjach | Wyniki w poszczególnych eliminacjach | Wyniki w poszczególnych eliminacjach | Wyniki w poszczególnych eliminacjach | Wyniki w poszczególnych eliminacjach | Wyniki w poszczególnych eliminacjach | Wyniki w poszczególnych eliminacjach | Wyniki w poszczególnych eliminacjach | Wyniki w poszczególnych eliminacjach | Punkty | Pozycja |
| ---- | ----------------- | ------------------------------------ | ------------------------------------ | ------------------------------------ | ------------------------------------ | ------------------------------------ | ------------------------------------ | ------------------------------------ | ------------------------------------ | ------------------------------------ | ------------------------------------ | ------------------------------------ | ------------------------------------ | ------------------------------------ | ------------------------------------ | ------------------------------------ | ------------------------------------ | ------------------------------------ | ------ | ------- |
| 2005 | Pons Racing       | BEL                                  | BEL                                  | MON                                  | VAL                                  | VAL                                  | FRA                                  | FRA                                  | BIL                                  | BIL                                  | DEU                                  | DEU                                  | GBR                                  | GBR                                  | PRT                                  | PRT                                  | ITA                                  | ITA                                  | 15     | 19      |
| 2005 | Pons Racing       | 12                                   | 16                                   | 11                                   | 18                                   | NU                                   | 16                                   | 12                                   | 7                                    | NU                                   | NU                                   | 5                                    | 10                                   | 11                                   | 18                                   | 15                                   | 7                                    | NU                                   | 15     | 19      |
| 2006 |                   | ZOL                                  | ZOL                                  | MON                                  | TUR                                  | TUR                                  | ITA                                  | ITA                                  | SFR                                  | SFR                                  | DEU                                  | DEU                                  | GBR                                  | GBR                                  | FRA                                  | FRA                                  | ESP                                  | ESP                                  | 11     | 24      |
| 2006 | Pons Racing       | NU                                   | NU                                   | NU                                   | 10                                   | NU                                   | 13                                   | 11                                   | 13                                   | 16                                   | 13                                   | 15                                   | -                                    | -                                    | -                                    | -                                    | -                                    | -                                    | 11     | 24      |
| 2006 | Comtec Racing     | -                                    | -                                    | -                                    | -                                    | -                                    | -                                    | -                                    | -                                    | -                                    | -                                    | -                                    | NU                                   | 18                                   | 6                                    | 6                                    | NU                                   | NU                                   | 11     | 24      |
| 2007 | EuroInternational | ITA                                  | ITA                                  | DEU                                  | DEU                                  | MON                                  | HUN                                  | HUN                                  | BEL                                  | BEL                                  | GBR                                  | GBR                                  | FRA                                  | FRA                                  | PRT                                  | PRT                                  | ESP                                  | ESP                                  | 10     | 23      |
| 2007 | EuroInternational | 7                                    | 5                                    | 25                                   | NU                                   | 20†                                  | -                                    | -                                    | -                                    | -                                    | -                                    | -                                    | -                                    | -                                    | -                                    | -                                    | -                                    | -                                    | 10     | 23      |